# Ludwig Hahn
Ludwig Hermann Karl Hahn (ur. 23 stycznia 1908 w Eitzen, zm. 10 listopada 1986 w Ammersbek) – niemiecki prawnik, oficer SS w stopniu SS-Standartenführera, zbrodniarz wojenny. 
W okupowanej Polsce pełnił funkcję komendanta SD i policji bezpieczeństwa na dystrykt krakowski (1940), a następnie komendanta SD i policji bezpieczeństwa na dystrykt warszawski (1941–1944). Był współodpowiedzialny m.in. za eksterminację krakowskiej inteligencji w ramach Akcji AB, masowe represje wobec ludności Warszawy oraz deportacje warszawskich Żydów do obozu zagłady w Treblince. W 1975 został skazany przez zachodnioniemiecki sąd na karę dożywotniego więzienia.

## Młodość
Ludwig Hahn urodził się 23 stycznia 1908 w Eitzen koło Lüneburga. Był jednym z sześciorga dzieci zamożnych gospodarzy wiejskich. Rodzina hołdowała poglądom nacjonalistycznym i konserwatywnym.

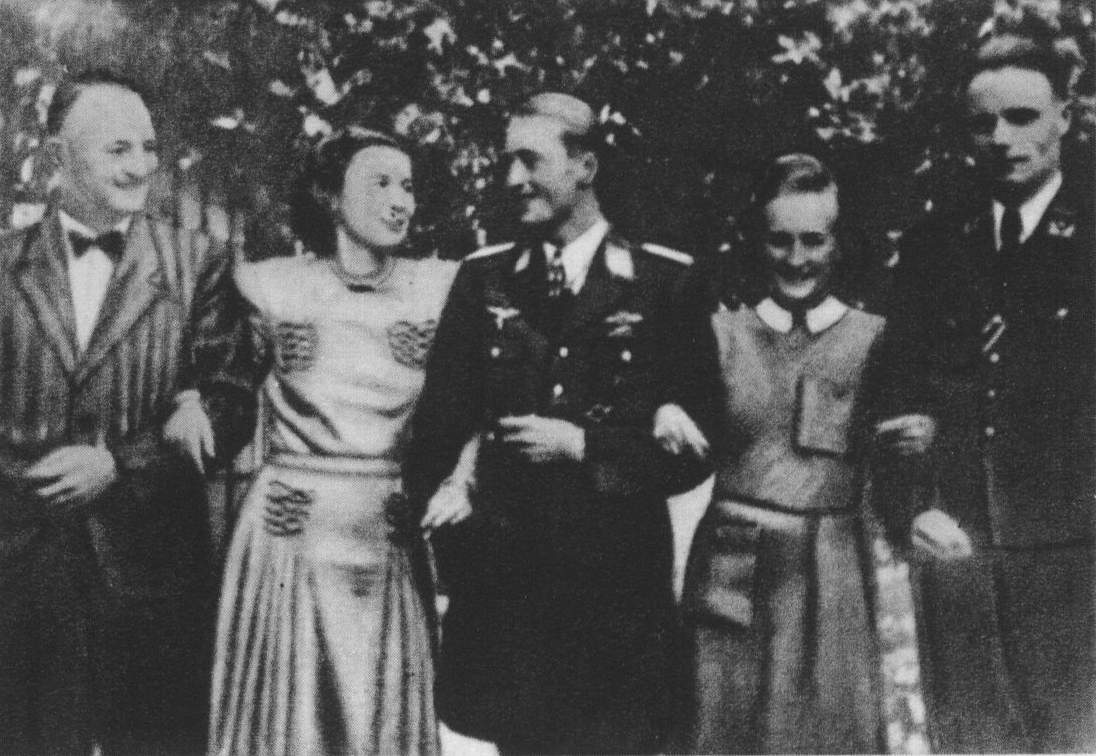
Hahn (pierwszy z lewej) wraz z rodziną i przyjaciółmi. Na zdjęciu widoczni m.in. Johannes Steinhoff (w środku) i Charlotte Hahn (druga z prawej)

Po ukończeniu nauki w szkole podstawowej uczęszczał do gimnazjum w Lüneburgu, gdzie zdał egzamin maturalny (1927). Początkowo rozważał rozpoczęcie studiów filozoficznych lub teologicznych, co umożliwiłoby mu w przyszłości wykonywanie zawodu nauczyciela lub sprawowanie posługi pastora. Ostatecznie wybrał jednak karierę prawniczą. Studiował na uniwersytetach w Getyndze i Jenie. Studia ukończył w 1931. 27 lipca 1932 obronił dysertację na uniwersytecie w Jenie i tym samym uzyskał tytuł doktora praw.
W czasie studiów związał się z ruchem nazistowskim. Był działaczem Narodowosocjalistycznego Związku Studentów. Do NSDAP wstąpił 1 lutego 1930, otrzymując legitymację członkowską nr 194 463 (miał wówczas 22 lata). Odbył staż w SA, a następnie wstąpił w szeregi SS (20 kwietnia 1933), otrzymując numer członkowski 65 823.
W 1935 poślubił Charlotte Steinhoff. Para doczekała się czworga dzieci (trzech córek i syna). Szwagrem Hahna był Johannes „Macky” Steinhoff – jeden z czołowych niemieckich asów myśliwskich w czasie II wojny światowej.

## Przebieg kariery w SS do 1939
W lutym 1934 Hahn związał się ze służbą bezpieczeństwa Reichsführera SS. Bezpośrednio po egzaminie asesorskim, zdanym w 1935, zatrudnił się na stanowisku referenta w Głównym Urzędzie Służby Bezpieczeństwa w Berlinie (SD-Hauptamt). Na początku stycznia 1936 objął stanowisko zastępcy kierownika placówki Gestapo w Hanowerze. Po kilku miesiącach został skierowany do Wehrmachtu na przeszkolenie wojskowe, a po jego ukończeniu, we wrześniu 1936, przeniesiono go do centrali Gestapo w Berlinie. W marcu 1937 (według innych źródeł w kwietniu) stanął na czele placówki Gestapo w Weimarze, którą kierował do chwili wybuchu wojny.
W opinii służbowej wystawionej w 1936, SS-Gruppenführer Reinhard Heydrich ocenił, że „pod względem politycznym dr Hahn jest w każdej sytuacji absolutnie bez zarzutu”. Podkreślił także, iż jest on „niezwykle uzdolniony do wykonywania zadań politycznych” oraz „posiada najpełniejsze zaufanie wszystkich instancji partyjnych”. W 1938 Hahn awansował do stopnia SS-Sturmbannführera, uzyskując jednocześnie państwowy tytuł Regierungsrata.

## II wojna światowa
W latach II wojny światowej Hahn zajmował wysokie stanowiska w strukturach niemieckiej policji bezpieczeństwa na terenie Słowacji, Grecji i Niemiec. Jego wojenna kariera była jednak związana przede wszystkim z okupowaną Polską, gdzie przez wiele lat pełnił funkcje kierownicze w ramach niemieckiego aparatu terroru.

### Kampania wrześniowa
Pod koniec lata 1939 Hahn stanął na czele Einsatzkommando 1/I. Było to jedno z dwóch komand wchodzących w skład Einsatzgruppe I – jednej z pięciu (później ośmiu) specjalnych grup operacyjnych niemieckiej policji bezpieczeństwa i służby bezpieczeństwa (Einsatzgruppen), które po rozpoczęciu inwazji na Polskę miały podążać w ślad za regularnymi formacjami Wehrmachtu. Zgodnie z założeniami tzw. operacji „Tannenberg” zadaniem Einsatzgruppen miało być przede wszystkim „zwalczanie wszystkich wrogich Rzeszy i Niemcom elementów na tyłach walczących wojsk” oraz „ujęcie osób niepewnych pod względem politycznym” (zwłaszcza tych, których nazwiska figurowały w tzw. Sonderfahndungsbuch Polen). Einsatzkommando 1/I składało się przede wszystkim z funkcjonariuszy kierowanej dotąd przez Hahna placówki Gestapo w Weimarze.
Jednostka Hahna wraz z pozostałymi pododdziałami EG 1 zajmowała pozycje wyjściowe w Wiedniu, skąd wkroczyła do Polski w ślad za dywizjami niemieckiej 14. Armii, nacierającej przez Śląsk i Małopolskę. Wkrótce po rozpoczęciu kampanii wrześniowej komando Hahna wkroczyło do Katowic, gdzie pozostawało do 20 września. Następnie kontynuowało marsz na wschód, by 23 września dotrzeć do Sanoka. W trakcie kampanii wrześniowej jednostka Hahna przeprowadzała masowe aresztowania i egzekucje, których ofiarami padli przede wszystkim przedstawiciele polskiej inteligencji oraz weterani powstań śląskich. Szlak jej przemarszu znaczyły także pogromy ludności żydowskiej. W Dynowie nad Sanem funkcjonariusze Einsatzkommando 1/I wypędzili z miasta wszystkich Żydów, których następnie przepędzono wpław przez rzekę na terytorium okupowane przez Armię Czerwoną (doszło przy tym do licznych mordów i podpaleń). 
Po zakończeniu kampanii wrześniowej wraz z kierowanym przez siebie oddziałem operacyjnym objął siedzibę w Sanoku w budynku przy ul. Sienkiewicza 5, gdzie kierował komisariatem policji granicznej, utworzył placówki na granicy ze Słowacją i na Sanie z ZSRR, oraz w Baligrodzie, Dukli, Krośnie, Dynowie i Zasławiu (drugim oddziałem tego typu kierował w regionie Alfred Hasselberg). W Sanoku wraz ze swoim sztabem kwaterował od 26 września do 26 października 1939 .

### Komendant SD i policji bezpieczeństwa w Krakowie
W styczniu 1940 Hahn objął stanowisko komendanta SD i policji bezpieczeństwa na dystrykt krakowski (Kommandeur der Sicherheitspolizei und des SD – KdS Krakau), które sprawował do sierpnia tego roku. Do obowiązków Hahna należało w tym czasie m.in. kontrolowanie więzienia Montelupich i aresztu śledczego przy ul. Pomorskiej w Krakowie, a także nadzór nad wszystkimi lokalnymi placówkami SD i Sipo na terenie dystryktu.
Hahn odpowiadał przede wszystkim za realizację tzw. Akcji AB w obrębie dystryktu krakowskiego. Celem akcji – przeprowadzonej wiosną i latem 1940 na terytorium całego Generalnego Gubernatorstwa – była eksterminacja polskiej inteligencji oraz tzw. „warstwy przywódczej”, które zdaniem Niemców stanowiły bazę społeczną dla polskiego ruchu oporu. W ramach Akcji AB Hahn organizował masowe aresztowania, deportacje do obozów koncentracyjnych i zbiorowe egzekucje na terenie Krakowa oraz całego dystryktu. Stał także na czele policyjnego sądu doraźnego (Standgericht), który obradował w tym czasie na terenie więzienia Montelupich. Jedną z rozpraw „sądu” opisał więzień Mirosław Ociepka. Wspominał on, iż Standgericht obradował w jednym z parterowych pomieszczeń więzienia, gdzie za stołem przykrytym zielonym suknem zasiadali: Hahn, SS-Hauptsturmführer Fischer, SS-Hauptsturmführer Müller oraz dwóch protokolantów. Oskarżonych wprowadzano pojedynczo do sali, zapytywano o imię, nazwisko i datę urodzenia, po czym bez udzielenia im głosu odczytywano wyrok śmierci, podając jedynie przyczynę jego wydania (zazwyczaj była to „zdrada stanu” – Landesverrat). Tylko w maju 1940 skazano w ten sposób 290 osób. Skazańców zazwyczaj rozstrzeliwano na terenie poaustriackiego Fortu 49 w Krzesławicach.
Podczas służby w Krakowie Hahn często wizytował również mniejsze miasta dystryktu – Jasło, Krosno, Rzeszów, Sanok. W tamtejszych więzieniach przewodniczył wyjazdowym sesjom sądu doraźnego. Na jego polecenie z więzienia w Tarnowie odszedł pierwszy transport do nowo otwartego obozu koncentracyjnego KL Auschwitz.

### Służba na Słowacji i w Grecji
W sierpniu 1940 Hahn został mianowany specjalnym pełnomocnikiem Reichsführera-SS Himmlera przy niemieckim ambasadorze w Bratysławie. Do jego zadań należało w tym czasie kierowanie działaniami niemieckich służb bezpieczeństwa na terenie satelickiej Słowacji. Niewykluczone, iż zakres obowiązków Hahna obejmował również zwalczanie biegnących przez ten kraj kanałów przerzutowych polskiego podziemia. 6 grudnia 1940 został odznaczony Krzyżem Żelaznym II klasy.
Wiosną 1941 (kwiecień–czerwiec) Hahn uczestniczył w kampanii bałkańskiej. Dowodził wówczas grupą operacyjną SD i policji bezpieczeństwa, działającą na tyłach wojsk Wehrmachtu walczących w Grecji. Po zakończeniu kampanii powrócił na Słowację, gdzie pozostał do lata 1941.

### Komendant SD i policji bezpieczeństwa w Warszawie

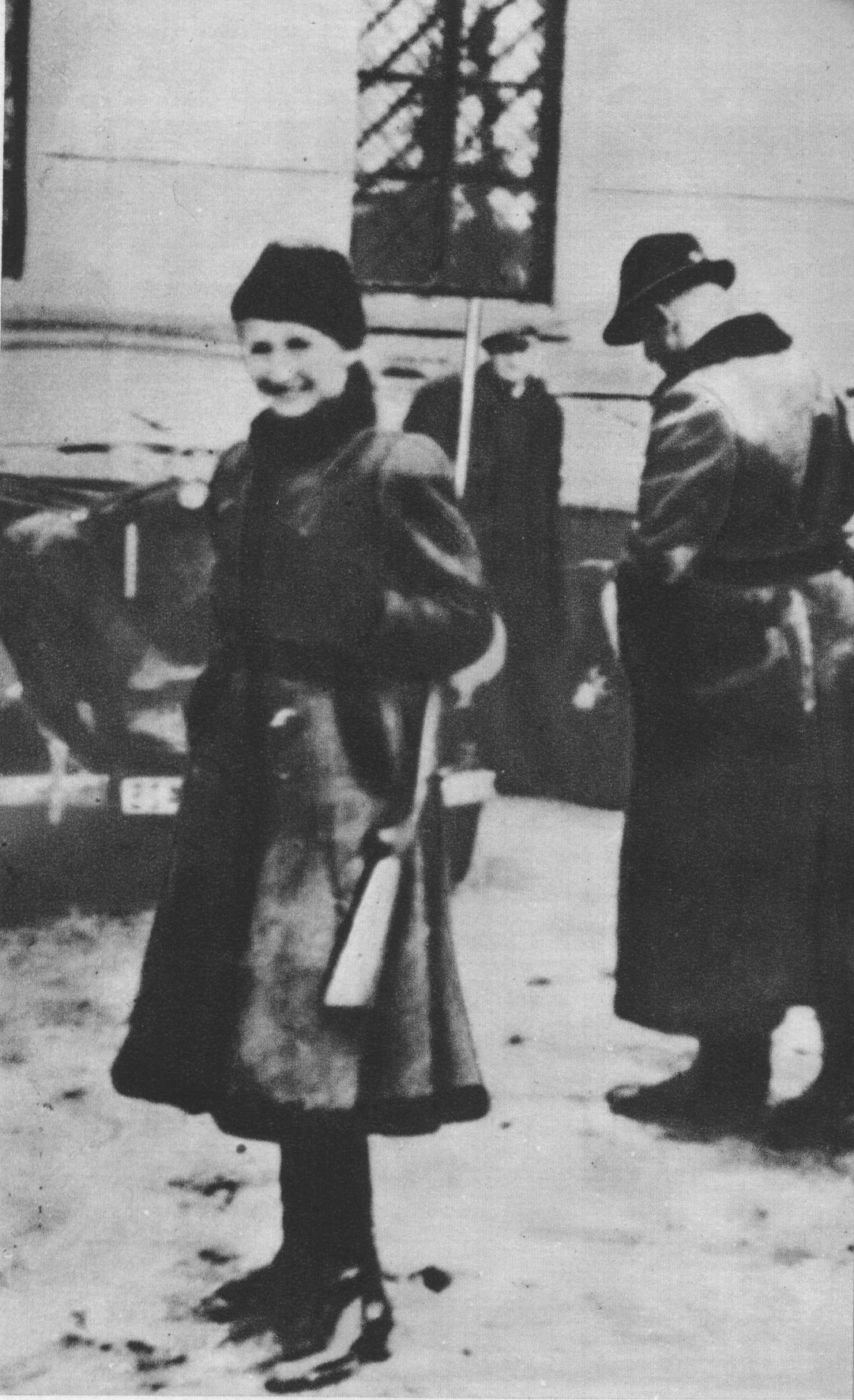
Hahn (odwrócony) wraz z żoną przed wyjazdem na polowanie w podwarszawskich lasach. Zdjęcie wykonane na dziedzińcu siedziby KdS Warschau w al. Szucha

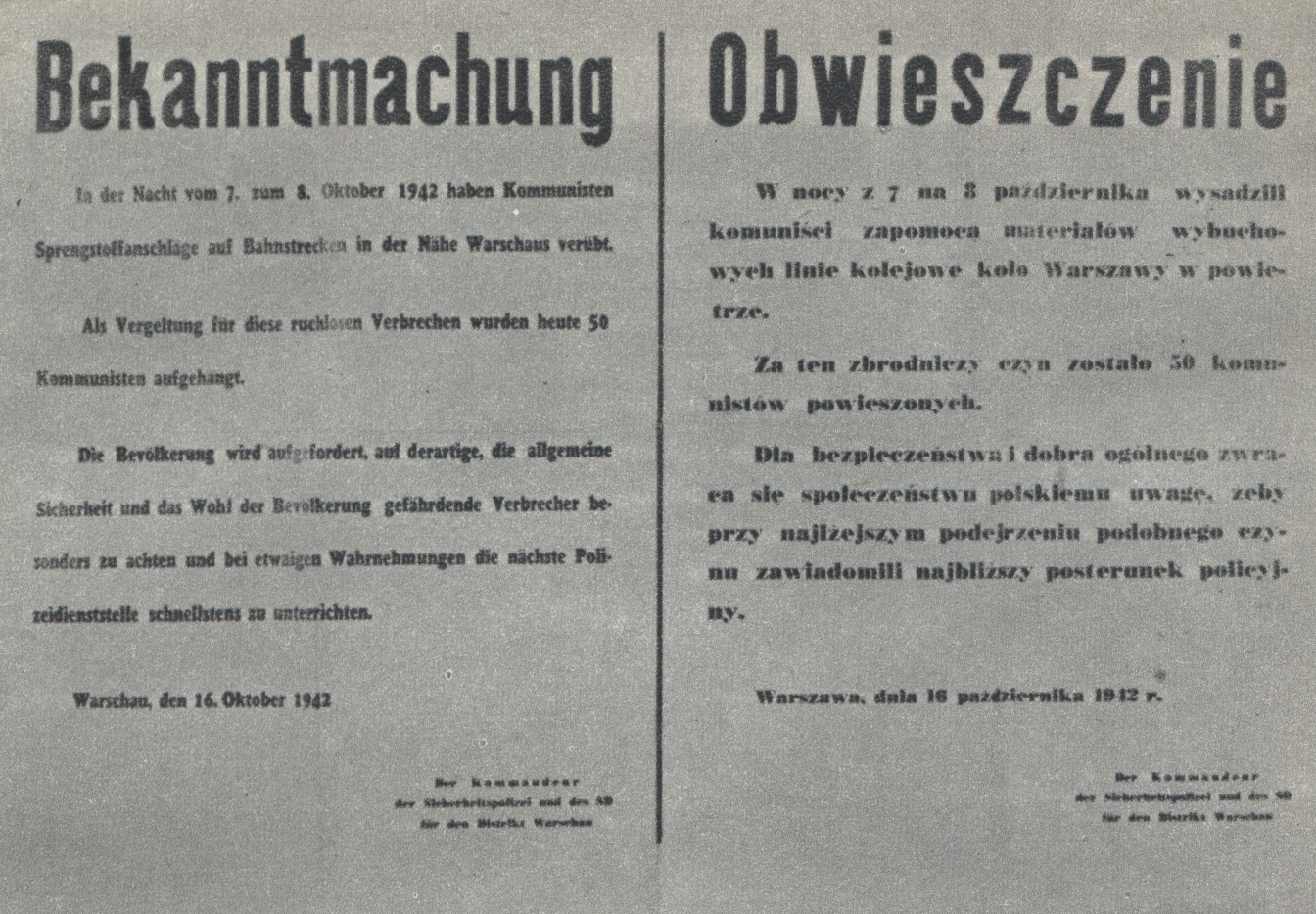
Obwieszczenie podpisane przez Hahna, informujące o powieszeniu „50 komunistów”. 16 października 1942

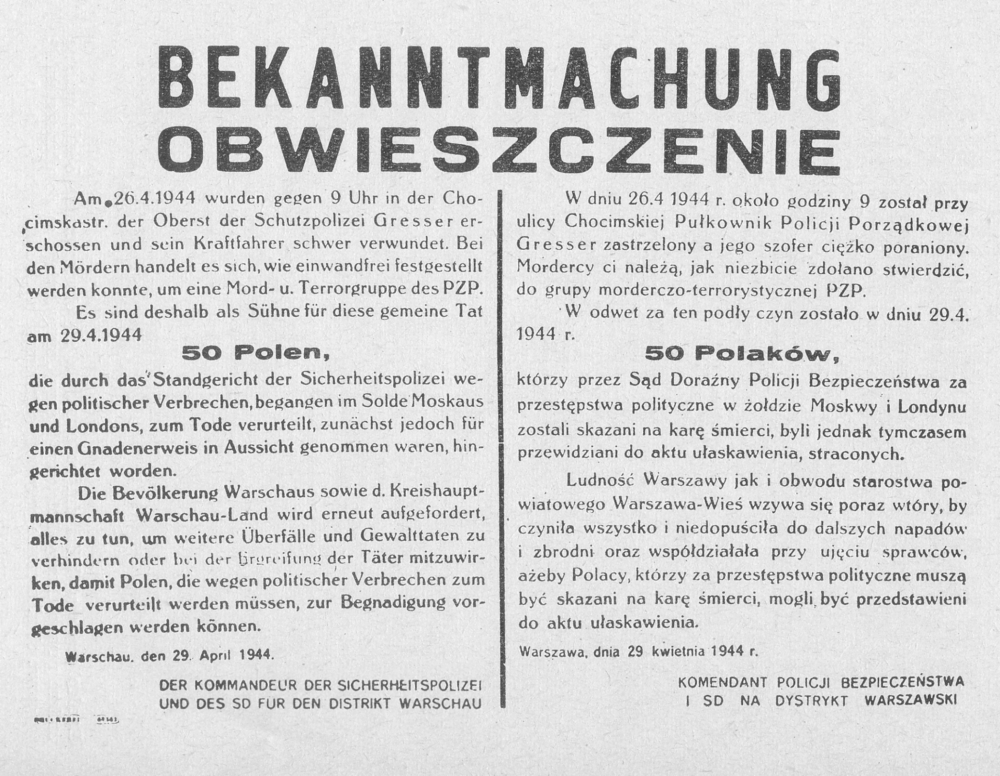
Obwieszczenie podpisane przez Hahna, informujące o egzekucji 50 zakładników. 29 kwietnia 1944

W sierpniu 1941 Hahn objął stanowisko komendanta SD i policji bezpieczeństwa na dystrykt warszawski, które sprawował niemalże do ostatnich dni okupacji. Był to dla niego niewątpliwy awans, gdyż w Warszawie funkcjonowała wówczas druga co do wielkości placówka RSHA w okupowanej Europie. Zgodnie z zasadami organizacyjnymi obowiązującymi w strukturach SS, komendant SD i policji bezpieczeństwa formalnie podlegał lokalnemu Dowódcy SS i Policji (SSPF). Jako zwierzchnik służby i policji bezpieczeństwa, zajmujących najwyższą pozycję w hierarchii aparatu policyjnego III Rzeszy, Hahn odgrywał rolę „osoby nr 2” w niemieckim aparacie policyjnym w dystrykcie warszawskim, a jego urząd miał bardzo szeroki zakres autonomii. Co więcej umiejętności, doświadczenie oraz osobiste kontakty Hahna w centrali RSHA sprawiały, że zajmował on wyższą pozycję w strukturach SS niż wskazywałyby na to jego stopień i funkcja. SS-Gruppenführer Jürgen Stroop, który od kwietnia do września 1943 pełnił funkcję SSPF na dystrykt warszawski twierdził, że Hahn:

W praktyce był zupełnie samodzielny. Ustalał działania z Berlinem, z Krügerem oraz z głównym szefem Sicherheitsdienst. Nie przeczę, że słuchaliśmy jego mądrych rad. Wyróżniał się inteligencją, bystrością, rozumem i doświadczeniem. Był grzeczny, taktowny wobec wyższych rangą, zdyscyplinowany, z wielkim darem przekonywania i talentem argumentacji. Teraz widzę, że nie ja kierowałem Hahnem, tylko doktor Hahn mną.

Mimo że w Generalnym Gubernatorstwie dawną stolicę Polski zdegradowano do roli miasta prowincjonalnego, Warszawa pozostawała siedzibą władz Polskiego Państwa Podziemnego oraz miejscem funkcjonowania szczególnie silnych i dobrze zorganizowanych struktur ruchu oporu. Hahn będąc miejscowym KdS odgrywał więc siłą rzeczy kluczową rolę w walce z polskim podziemiem. Można go także określić jako spiritus movens wszystkich działań terrorystycznych i eksterminacyjnych prowadzonych wobec ludności Warszawy w latach 1941–1944. Hahn odpowiadał m.in. za tortury i nieludzkie metody śledztwa stosowane w siedzibie KdS Warschau w al. Szucha 25; organizował uliczne łapanki oraz deportacje więźniów Pawiaka i pozostałych warszawskich więzień do niemieckich obozów koncentracyjnych. Spoczywa na nim odpowiedzialność za pseudowyroki policyjnych sądów doraźnych oraz śmierć tysięcy Polaków rozstrzeliwanych w tzw. egzekucjach pierścienia warszawskiego. To on był pomysłodawcą wykorzystania ruin getta warszawskiego jako miejsca masowej likwidacji polskich więźniów politycznych. Odpowiadał także za terror stosowany przez SD i policję bezpieczeństwa w pozostałych miastach dystryktu oraz za pacyfikacje polskich wsi dokonane na podległym mu terytorium. Główna Komisja Badania Zbrodni Niemieckich w Polsce zebrała 29 publicznych obwieszczeń podpisanych przez Hahna w latach 1941–1944, w których jest mowa o straceniu 1598 zakładników. Ponadto zachowały się teksty rozkazów Hahna przesłanych do obozów koncentracyjnych Groß-Rosen i Stutthof, w których nakazywał rozstrzelać wybranych więźniów przywiezionych z Warszawy.
Hahn ponosił także współodpowiedzialność za zagładę żydowskiej społeczności Warszawy. Latem 1942, razem z przysłanymi z Lublina oficerami sztabu Einsatz Reinhardt, organizował masowe deportacje z warszawskiego getta do obozu zagłady w Treblince. Na śmierć w komorach gazowych wysłano wówczas około 300 tysięcy warszawskich Żydów. Z kolei wiosną 1943 wraz z SS-Brigadeführerem Stroopem tłumił powstanie w getcie warszawskim.
Podczas pobytu w Warszawie Hahn dwukrotnie awansował – najpierw do stopnia SS-Obersturmbannführera i Oberregierungsrata (9 listopada 1941), a następnie do stopnia SS-Standartenführera i Regierungsdirektora (20 kwietnia 1944). We wniosku awansowym szef RSHA, SS-Obergruppenführer Ernst Kaltenbrunner, opisał go jako „starego wypróbowanego narodowego socjalistę i energicznego dowódcę SS, który zawsze stał na wysokości powierzonych mu zadań”. W tym samym dokumencie stwierdzono, iż „szczególnie charakteryzują go: wielostronne doświadczenie, pedantyczna metoda pracy i uzdolnienia kierownicze”.
Dowództwo AK zdawało sobie sprawę z roli, jaką odgrywał dr Hahn w walce z polskim podziemiem. Z tego powodu jego nazwisko znalazło się na liście członków niemieckiego aparatu okupacyjnego przeznaczonych do likwidacji w ramach akcji „Główki”. Hahn bardzo ściśle przestrzegał jednak zasad bezpieczeństwa i żołnierzom AK nigdy nie udało się zorganizować udanego zamachu na jego życie. W czerwcu 1944 oddział „Pegaz” urządził zasadzkę na Hahna w Al. Ujazdowskich. SS-Standartenführer nie pojawił się jednak w spodziewanym miejscu, a niedoszli zamachowcy bez incydentów opuścili niemiecką dzielnicę.

#### Powstanie warszawskie
W trakcie powstania warszawskiego Hahn wspólnie z SS-Oberführerem Geiblem – ówczesnym Dowódcą SS i Policji na dystrykt warszawski – kierował obroną tzw. dzielnicy policyjnej w Śródmieściu Południowym. Już 2 sierpnia 1944 Hahn otrzymał telegram od Reichsführera-SS Heinricha Himmlera, zawierający polecenie stłumienia powstania „z wykorzystaniem wszelkich najbrutalniejszych metod”, takich jak spalenie wszystkich dzielnic miasta i wymordowanie wszystkich zamieszkujących w Warszawie Polaków. Drogą telefoniczną podobne wytyczne przekazano Geiblowi.
Po odparciu polskich ataków Geibel i Hahn przystąpili do realizacji eksterminacyjnych rozkazów Hitlera i Himmlera. Podlegli im gestapowcy i policjanci z al. Szucha przeprowadzali masowe egzekucje polskich cywilów – przede wszystkim w ruinach Generalnego Inspektoratu Sił Zbrojnych przy Al. Ujazdowskich oraz w pobliskim Ogródku Jordanowskim przy ul. Bagatela. Polscy historycy oceniają, że w sierpniu i wrześniu 1944 zamordowano tam od 5 do 10 tysięcy polskich mężczyzn, kobiet i dzieci. Podczas powojennego procesu Hahna jeden z niemieckich świadków zeznał (opierając się na informacjach uzyskanych jeszcze w czasie wojny od dwóch gestapowców z al. Szucha), że oskarżony bezpośrednio uczestniczył w egzekucjach. Hahn miał także zgwałcić i osobiście zastrzelić polską kobietę (studentkę medycyny). Te zeznania nie zostały jednak potwierdzone przez innych świadków.
Za udział w tłumieniu powstania warszawskiego Hahn został odznaczony Krzyżem Żelaznym I klasy.

### Ostatni etap wojny
Pod koniec 1944 dr Hahn został przeniesiony na front zachodni. Podczas niemieckiej kontrofensywy w Ardenach (grudzień 1944 – styczeń 1945) dowodził tzw. Einsatzgruppe L, działającą na tyłach Grupy Armii „B”. Pod koniec stycznia 1945 został mianowany pełnomocnikiem RSHA przy dowódcy grupy zaporowej w Grupie Armii „Wisła” (walczącej na froncie wschodnim). Później przez krótki czas był szefem sztabu Wyższego Dowódcy SS i Policji w Dreźnie oraz komendantem SD i policji bezpieczeństwa w Wiesbaden (luty–marzec 1945). Wojnę zakończył na stanowisku KdS w Północnej Westfalii. Wiadomo, że na krótko przed kapitulacją III Rzeszy polecił rozstrzelać bez sądu kilku robotników przymusowych.

## Po wojnie
Po zakończeniu wojny Hahn ukrył się, zacierając za sobą wszelkie ślady. W 1946 wpisano go na listę poszukiwanych zbrodniarzy nazistowskich jednak alianci nie byli w stanie ustalić, co się z nim stało po kapitulacji Niemiec. Żona Hahna zeznała fałszywie, że został on „zabrany przez Rosjan”. W efekcie w 1950 brytyjskie władze zaprzestały poszukiwań Hahna, o czym oficjalnie poinformowano Polską Misję Wojskową do Spraw Zbrodni Wojennych.
Niedługo później Hahn wyszedł z ukrycia. Początkowo mieszkał w Wuppertalu i Hanowerze, gdzie pracował w branży handlowej, a następnie zajmował się ubezpieczeniami. W połowie lat 50. przeniósł się do Hamburga, gdzie piastował wysokie stanowiska w przedsiębiorstwach z branży ubezpieczeniowej. Pełnił m.in. funkcję dyrektora w jednym z największych koncernów maklersko-ubezpieczeniowych w RFN. W atmosferze powszechnej niechęci do rozliczeń z nazistowską przeszłością, jaka panowała wówczas w Niemczech Zachodnich, Hahn przez wiele lat pozostawał bezkarny. Posługiwał się swoim prawdziwym imieniem i nazwiskiem oraz nie ukrywał, iż w latach II wojny światowej pełnił funkcję komendanta SD i policji bezpieczeństwa w Warszawie. Dziennik „Frankfurter Rundschau” donosił nawet, że Hahn będąc seniorem korporacji studenckiej „Sueve” bez skrępowania opowiadał na korporacyjnych komersach o roli, jaką odegrał podczas likwidacji getta warszawskiego.
W połowie 1966 Główna Komisja Badania Zbrodni Hitlerowskich w Polsce prowadziła postępowanie mające na celu ustalenie szczegółów zbrodni popełnionych na terenie Polski przez jednostki podległe dr. Ludwigowi Hahnowi na przełomie 1939/1940, m.in. pod koniec września 1939 (wypędzenia ludności żydowskiej w Dynowie i w Sanoku, rozstrzelania, egzekucje, pacyfikacje w miejscowościach na Rzeszowszczyźnie, w lesie „Lisia Góra”, na górze Gruszka) .

## Proces i uwięzienie

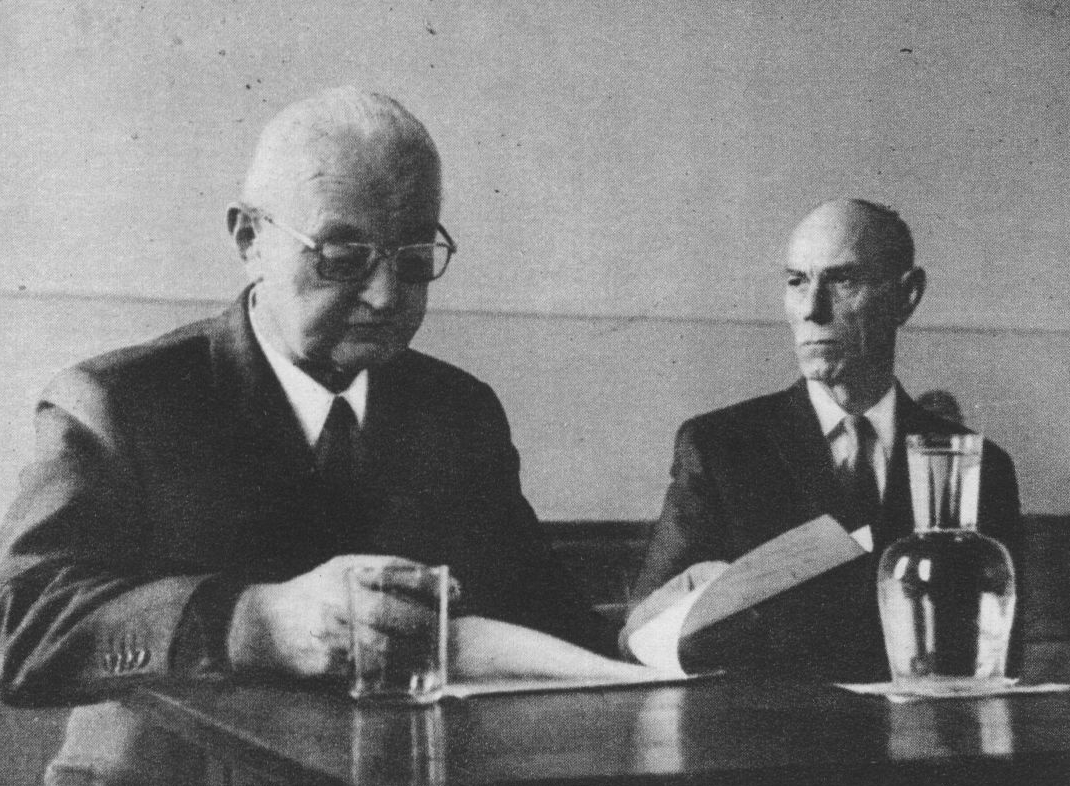
Ludwig Hahn i Thomas Wippenbeck na ławie oskarżonych

Głośny proces Adolfa Eichmanna (1960–1962) zwrócił uwagę światowej opinii publicznej na osobę Hahna. 1 lipca 1960 został on po raz pierwszy aresztowany. W tym samym czasie został również zatrzymany jego bliski współpracownik z czasów warszawskich – SS-Sturmbannführer Walter Stamm. Po upływie roku, 14 lipca 1961, Hahn został jednak zwolniony z aresztu.
Po czterech latach Hahn został ponownie aresztowany (7 grudnia 1965), jednak wyszedł na wolność już 12 lipca 1966. Po upływie zaledwie piętnastu dni niemiecka policja ponownie zatrzymała byłego SS-Standartenführera (27 lipca 1966), lecz w grudniu 1967 został on po raz trzeci zwolniony z aresztu. Ostatecznie sąd zgodził się, aby Hahn odpowiadał z wolnej stopy. Przyczyn pobłażliwego traktowania byłego szefa warszawskiego Gestapo przez niemiecki wymiar sprawiedliwości prasa upatrywała w domniemanej protekcji jego szwagra, Johannesa Steinhoffa, pełniącego w tym czasie funkcję dowódcy lotnictwa Bundeswehry. 
Postępowanie przygotowawcze przeciw Hahnowi było wielowątkowe i toczyło się przede wszystkim wokół czterech zagadnień: 1) Pawiak; 2) „Wielka Akcja” latem 1942; 3) powstanie w getcie warszawskim; 4) powstanie warszawskie. Ostatecznie pierwszy proces Hahna przed Sądem Krajowym w Hamburgu rozpoczął się dopiero 2 maja 1972. Początkowo planowano, że wraz z nim zostanie osądzony również Walter Stamm. Zmarł on jednak na krótko przed zakończeniem śledztwa (1970). Ostatecznie wraz z Hahnem na ławie oskarżonych zasiadł SS-Rottenführer Thomas Wippenbeck – strażnik z Pawiaka, zwany przez więźniów „wieszatielem”.
Proces Hahna był wielowątkowy i skomplikowany. Sędziowie w towarzystwie prokuratorów i obrońców dwukrotnie udali się do Polski oraz raz do Izraela, aby na miejscu przesłuchać świadków. Podczas procesu zeznawali m.in. Leon Wanat (kronikarz Pawiaka), Władysław Bartoszewski, troje polskich lekarzy z Pawiaka (Felicjan Loth, Zygmunt Śliwicki i Anna Czuperska-Śliwicka) oraz wielu byłych więźniów narodowości polskiej i żydowskiej. Prokurator zażądał dla Hahna kary dożywotniego pozbawienia wolności. Ogłoszenie wyroku nastąpiło 5 czerwca 1973. Mimo licznych dowodów oraz zeznań wielu świadków, sąd uznał, że Hahnowi można udowodnić jedynie udział w zamordowaniu około 100 więźniów Oddziału III Pawiaka w lipcu 1944. Byłemu SS-Standartenführerowi wymierzono karę 12 lat pozbawienia wolności. Wippenbeck został uznany za winnego pomocnictwa w tym mordzie, jak również za winnego udziału w zamordowaniu kilkuset Żydów zatrzymanych w ramach „afery Hotelu Polskiego”, jednakże na podstawie par. 47 rozdz. 2 wojskowego kodeksu karnego sąd odstąpił od wymierzenia kary. Od wyroku odwołały się zarówno prokuratura, motywująca, że wyrok jest niewspółmiernie niski w stosunku do wagi czynu, jak i obrona, która domagała się uniewinnienia. W marcu 1975, po dwóch latach rozpatrywania skargi rewizyjnej, wyrok został uprawomocniony.
Już w październiku 1974 w Hamburgu rozpoczął się jednak kolejny proces Hahna, dotyczący tym razem jego udziału w masowych deportacjach warszawskich Żydów do obozu zagłady w Treblince. 4 lipca 1975 sąd przysięgłych uznał go za winnego zarzucanych mu czynów i skazał na karę dożywotniego pozbawienia wolności. Już 30 września 1983 Hahn został jednak zwolniony z więzienia z przyczyn zdrowotnych (choroba nowotworowa). Zmarł w Ammersbek 10 listopada 1986.

## Awanse
- SS-Rottenführer – 9 listopada 1934
- SS-Unterscharführer – 1 czerwca 1935
- SS-Hauptscharführer – 9 listopada 1935
- SS-Untersturmführer – 20 kwietnia 1936
- SS-Obersturmführer – 30 stycznia 1938
- SS-Hauptsturmführer – 1 sierpnia 1938
- SS-Sturmbannführer – 26 września 1938
- SS-Obersturmbannführer – 9 listopada 1941
- SS-Standartenführer – 20 kwietnia 1944[40]

## Odznaczenia
- Krzyż Żelazny I klasy – 9 października 1944[41]
- Krzyż Żelazny II klasy – 6 grudnia 1940
- Krzyż Zasługi Wojennej z mieczami I klasy – 30 stycznia 1943
- Krzyż Zasługi Wojennej z mieczami II klasy – 30 stycznia 1943

i inne